# 喀布尔大学
喀布爾大學（英語：Kabul University；普什圖語： (Da Kābul Pohantūn)；達利語： (Pohantūn-e Kābul)），英文縮寫，是阿富汗主要而古老的高等教育學校之一。位於首都喀布爾第三區，靠近高等教育部。1932年建校，成立於穆罕默德·納第爾·沙阿和時任總理的穆罕默德·哈西姆·汗政府時期。目前在校生約22,000人，其中女性佔了43%。阿富汗長期的戰爭和混亂為喀布爾大學帶來嚴重影響，目前學校仍處在逐漸恢復階段。

## 歷史

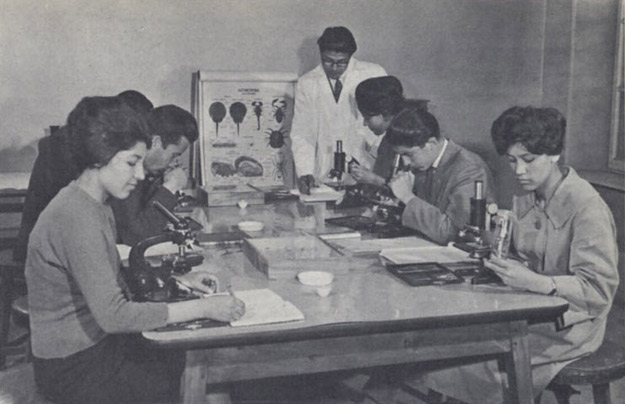
1950年代晚期或1960年代早期的生物學課堂

喀布爾大學成立於1932年。得益於與法國、德國、蘇聯和美國等國政府的合作，喀布爾大學發展成為當時亞洲同類型學校中水平較高的一所，也是阿富汗全國的知識中心。 
1960年代起，大批在其它國家受過教育的學者在喀布爾大學任教，向學生們傳播了共產主義、女權主義、資本主義等新思想。這一時期的知名學生包括艾哈邁德·沙阿·馬蘇德、古勒卜丁·希克馬蒂亞爾、法伊茲·艾哈邁德與賽達勒·蘇漢丹等等。
許多不同的政治團體在喀布爾大學中受到影響，如人民派、旗幟派、永恆火焰和伊赫萬。
當時在大學裡出現了許多不同派別的政治團體。1972年6月，毛主義支持者組織永恆火焰與伊斯蘭正統派組織伊赫萬在喀布爾大學校園內辯論時發生衝突，永恆火焰一方的賽達勒·蘇漢丹被伊赫萬一方的古勒卜丁·希克馬蒂亞爾開槍殺害。 
阿富汗人民民主黨統治時期，喀布爾大學流失了部分學者和職員。1992年人民民主黨倒台後，阿富汗陷入長期戰亂，絕大部分教員在這一時期離開喀布爾大學。大學周圍地區和卡拉恰是阿富汗內戰(1992-1996)的主要戰場。

### 重建

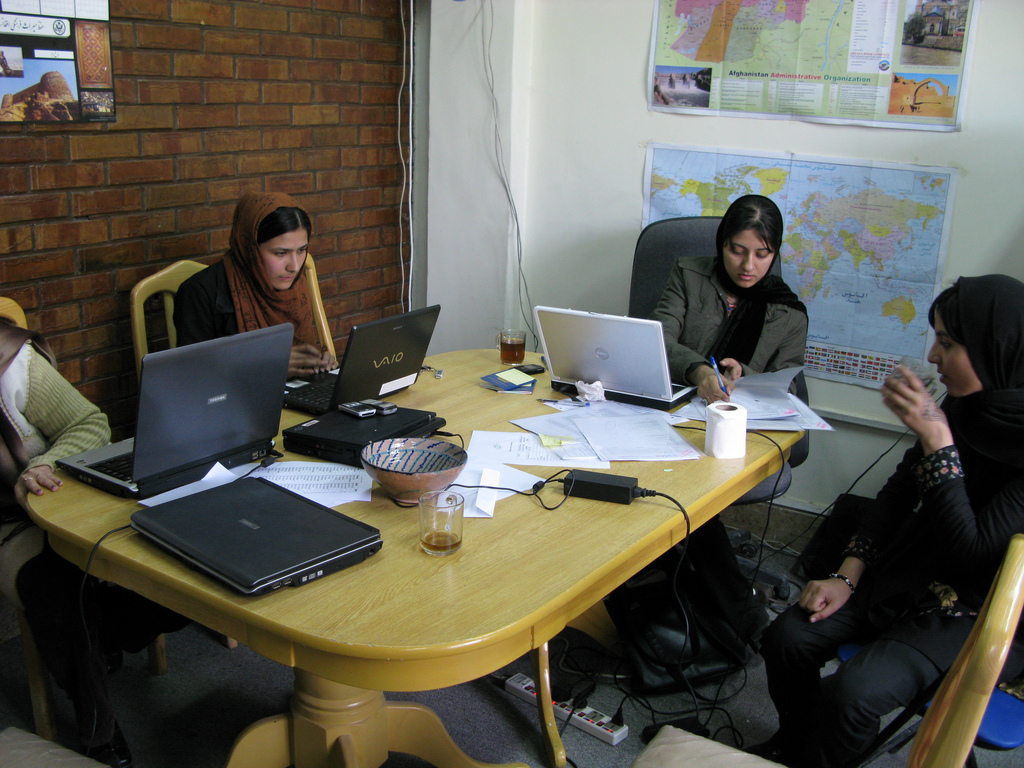
喀布爾大學的女學生

在2001年末塔利班統治結束後，國際社會將重點放在重建阿富汗的教育機構。卡爾扎伊政府於2002年重新開放喀布爾大學。據計，喀布爾大學的重建需要6400萬美元，才能恢復基本運作。學校主樓在離舊址500公尺處重建，幾乎完全保留原来的設計。到了2004年1月時，大學裡只有24臺電腦。作為重建計劃的一部分，喀布爾大學與四所外國大學建立了合作關係，其中包括普渡大學與亞利桑那大學。此外，資訊技術中心成立於2002年，由德國學術交流總署和柏林工業大學合作。阿富汗國內高等教育學生人數從2002年的22,717人增加到2008年的5651人。到2008年，該大學有9,660名學生，其中2,336名（24％）為女性。
2007年，伊朗向喀布爾大學捐贈25000冊書籍，另向牙醫系捐贈80萬美元。喀布爾大學的主要圖書館是由美國建造的，目前，喀布爾大學圖書館是阿富汗全國設施最好的圖書館。配有電腦、書籍和雜誌。路易斯·度普雷的妻子南希·度普雷直到逝世前不久，一直擔任該校阿富汗中心的主任。
2008年，喀布爾大學校園由喀布爾大學資訊科技中心提供區域網絡設施。每棟建築都連接到校園網路，並通過光纖網路幹骨提供網際網路連接。VoIP技術也是網路專案的一部分，該專案改善了大學的通話品質。
2008年初，中國孔子學院總部與喀布爾大學簽署了共建孔子学院的協議，正式啟動阿富汗第一所孔子學院的建設。其合作院校為太原理工大學。2011年末，中方人員因安全原因撤離；2013年初復課。

### 遭到恐怖攻擊
近年喀布爾仍飽受恐怖攻擊，並進一步波及至喀布爾大學。
- 2019年喀布爾大學爆炸事件（英语：2019 Kabul University bombing）
- 2020年喀布爾大學襲擊事件

## 教學機構
- 環境科學學院有三個系：環境保護系、自然資源與管理系、自然災害管理系。[10]
- 法律與政治學院有四個系：公法系、刑法系、私法系、國際關係系。[11]
- 電腦科學學院有四個系：軟體工程系、電腦科學系、資訊科技系、資訊系統系。[12]
- 經濟學院有日間部和夜間部。日間部有八個系：金融系、企業管理系、計量經濟與統計系、國民經濟系、資訊管理系統系、計數系（規劃中）、貨幣銀行學系（規劃中）、發展經濟學系（規劃中）。 夜間部有三個系：金融系、企業管理系、國民經濟系。[13]
- 理學院有四個系：生物系、數學系、化學系、物理系。[14]
- 工學院有五個系：機械工程系、電機與電子工程系、建築系、能源工程系、土木工程系。[15]估計有600名學生在此學院上課。

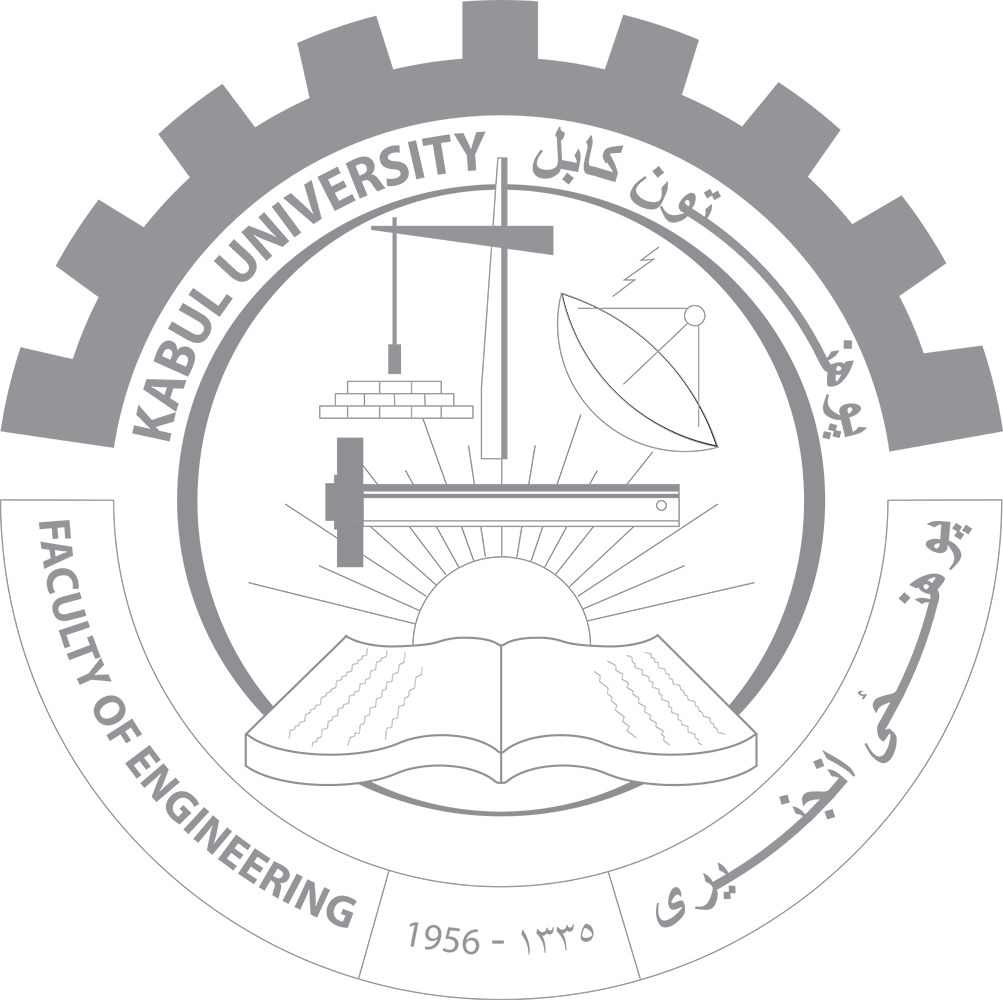
喀布爾大學工學院的院徽

- 藥學院有五個系：藥理學 - 毒理學系、藥學系、生藥學系、微生物學系、生物化學 - 營養學系。有八個實驗室。[16]估計有400名學生在此學院上課。
- 農業學院有六個系：農學系、經濟與農業推廣系、林業與自然資源系、土壤科學與灌溉系、園藝系、植物保護系。[17]
- 獸醫學院有五個系：動物生產系、臨床輔助系、臨床系、臨床前系、食品衛生與技術系。[18]
- 新聞學院有兩個系：廣播電視系、新聞系。[19]
- 文學院有十個系：普什圖語言文學系、達利語言文學系、英語系、俄語系、德語系、土耳其語系、法語系、阿拉伯語系、西班牙語系、中國語言系。[20]
- 美術學院有六個系：雕塑系、繪畫系、圖形系、戲劇系、音樂系、劇本與編劇系。[21]
- 伊斯蘭研究學院有八個系：宗教法學系、伊斯蘭法學原理系、信仰與哲學系、先知敘述系、古蘭經詮釋系、禮儀與辭章系、伊斯蘭教傳播系、伊斯蘭文化系。[22]
- 社會科學學院有三個系：考古學與人類學系、哲學系、歷史系。[23]
- 心理學和教育科學學院有六個系：教育系、心理學系、行政學系、管理學系、顧問學系、教學系。[24]
- 穆罕默德·伊克巴勒藝術學院由鄰國巴基斯坦建造，耗資約1000萬美元，成立於2010年。該建築包括28間教室，兩個研討會大廳，一個圖書館，兩個電腦實驗室，20個教師辦公室。 它佔地面積143,379平方英尺（13,320.3平方公尺）。阿富汗和巴基斯坦官員於2010年7月為該大樓揭幕。

### 電腦科學學院
電腦科學學院於2008年與理學院分開。當時有17名講師、215名學生、3個現代化且裝備齊全的實驗室、1個圖書館和遠端考試測驗中心，並且是思科系統區域專案的一部分。2010年，電腦科學學院開設了三個系，即軟體工程系、資訊系統、技術與資料庫系。電腦科學學院與馬里蘭大學學院市分校、華盛頓大學、開普敦大學、柏林工業大學以及所有阿富汗國內大學的電腦科學系有密切聯繫。此學院的畢業生可以在所有政府和非政府組織的資訊技術中心工作。

## 國家政策研究中心
國家政策研究中心於2003年由阿富汗高等教育部和康拉德·阿登納基金會在喀布爾大學成立，該中心包含法律與政治學院、經濟學院、社會科學學院的教師。

## 圖書館
1992年時，圖書館藏有20萬本書籍、5000份手稿、3000本珍本、期刊、照片和文物。內戰後，大多數被賣到書市，或是被燒毀、毀壞、遺失。它曾是阿富汗國家圖書館。

## 知名校友
- 艾哈邁德·沙阿·馬蘇德：阿富汗軍事領導人。
- 穆罕默德·納吉布拉：阿富汗民主共和國第4任總統。
- 車洪才：《普什圖語漢語詞典》編纂者。
- 吳拉姆·海德爾·哈米迪：坎大哈市前市長。
- 巴布拉克·卡爾邁勒：阿富汗民主共和國領導人。
- 布爾漢努丁·拉巴尼：曾任阿富汗伊斯蘭國和阿富汗過渡政府總統。
- 古勒卜丁·希克马蒂亚尔：古勒卜丁伊斯蘭黨的創始人及現任主席。
- 法伊兹·艾哈迈德：阿富汗解放組織（在喀布爾建立的馬克思列寧主義組織）的創始領導人。
- 瓦瑟夫·巴特里（英语：Wasef Bakhtari）：詩人。
- 哈米達·巴馬基（英语：Hamida Barmaki）：人權護衛者。
- 穆罕默德·阿塔拉·維什（英语：Muhammad Atta-ullah Faizani）：哲學家。
- 卡德莉·亞德斯佩倫斯（英语：Qadria Yazdanparast）：政治家。

## 名稱之爭
喀布爾大學的名稱引發了一些爭議。其官方名稱是پوهنتون کابل（Pohantūn-e Kābul），採用波斯语語法和普什圖語的“大學”一詞。這兩種語言都是阿富汗的官方語言。但有人建議採用三種語言的官方名稱，即普什圖語“دکابل پوهنتون”（Da Kābul Pohantūn）、波斯語“دانشگاه کابل”（Dāneshgāh-e Kābul）和英語“University of Kabul”。特別是使用波斯語的學生，政府禁止使用波斯語的“大學”一詞讓他們覺得受到歧視。2008年11月，由於多數使用波斯語的學生要求對這一單詞解禁，學生與警方之間爆發衝突。
此前，阿富汗文化、資訊、旅遊與青年事務部長卡里姆·霍拉姆正式對大學的波斯语稱呼下達禁令，範圍包括政府機構和由國家控制的媒体。某國有報社一名年輕記者由於在報導中使用波斯語的“大學”一詞而被處以罰款。
在阿富汗北部，以波斯語人口為主的城市馬扎里沙里夫也發生了類似的衝突。結果，當地的巴爾赫大學正式名稱由普什圖語（Pohantūn-e Balkh）改為波斯語（Dāneshgāh-e Balkh）。

## 參閲
- 阿富汗大學列表
- 阿富汗報紙列表(List of newspapers in Afghanistan)
- 赫拉特時報(Herat Times)